# Stazione di Attilastraße
La stazione di Attilastraße è una stazione ferroviaria di Berlino, sita nel quartiere di Tempelhof al confine con il quartiere di Steglitz.

## Movimento
La stazione è servita dalla linea S 2 della S-Bahn.

## Interscambi
- Fermata autobus